# Aasmund Bjørkan
Aasmund Karl Bjørkan (Bodø, 3 luglio 1973) è un allenatore di calcio ed ex calciatore norvegese, di ruolo centrocampista.

## Biografia
È il padre di Fredrik André Bjørkan, anch'egli calciatore.

## Carriera

### Giocatore

#### Club
Bjørkan iniziò la carriera con la maglia del Bodø/Glimt, nel 1991. Nel 2000 passò al Vålerenga, per cui debuttò il 10 settembre, nella sconfitta per 5-1 contro il Molde. Il 22 ottobre segnò la prima rete, nel 3-0 inflitto allo Start.
Il 31 agosto 2002 fu ufficiale il suo ritorno al Bodø/Glimt, con cui chiuse la carriera nel 2005. Nel 2010, mentre era alla guida dell'Alta, fu inserito nella lista dei calciatori, ma non scese mai in campo.

#### Nazionale
Bjørkan giocò 20 partite per la Norvegia under 21, con 2 reti all'attivo. Esordì il 2 giugno 1992, nella vittoria per 3-0 sulla Svizzera under 21.

### Allenatore
Dopo il ritiro, entrò nello staff tecnico del Bodø/Glimt. Diventò poi allenatore dell'Alta e, dal 2011, del Ranheim. Il 18 novembre 2015 venne annunciato che sarebbe diventato il nuovo allenatore del Bodø/Glimt, a partire dal 1º gennaio 2016.
Il 17 novembre 2017 ha lasciato la guida del Bodø/Glimt. Il 27 novembre è stato comunque votato come miglior allenatore del campionato alla Fotballfesten.

## Palmarès

### Giocatore

#### Competizioni nazionali
- Norgesmesterskapet: 1

Bodø/Glimt: 1993